# Experimentierkasten

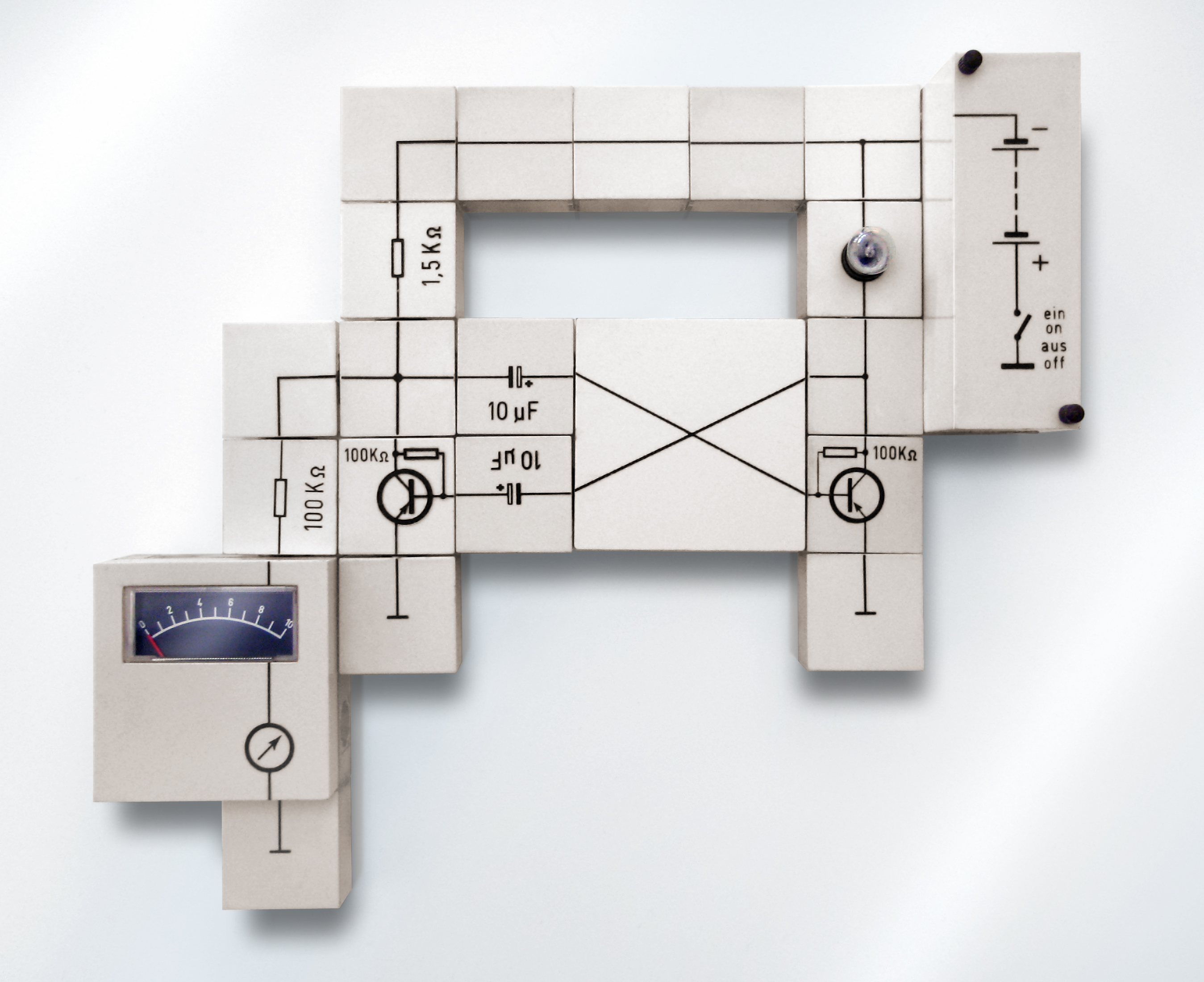
Elektronik-Experimentiersystem Lectron ab 1966

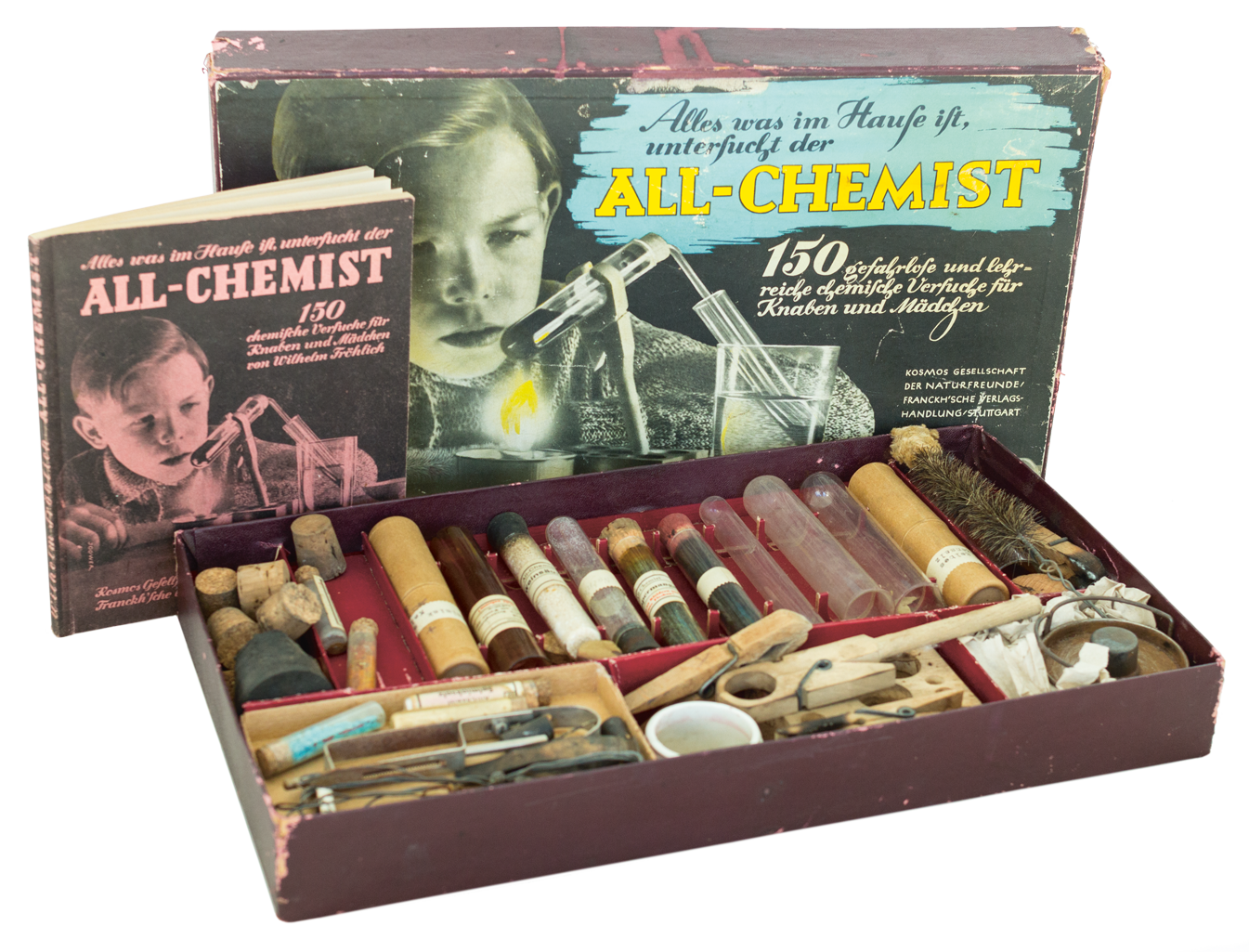
Kosmos All-Chemist, 1930

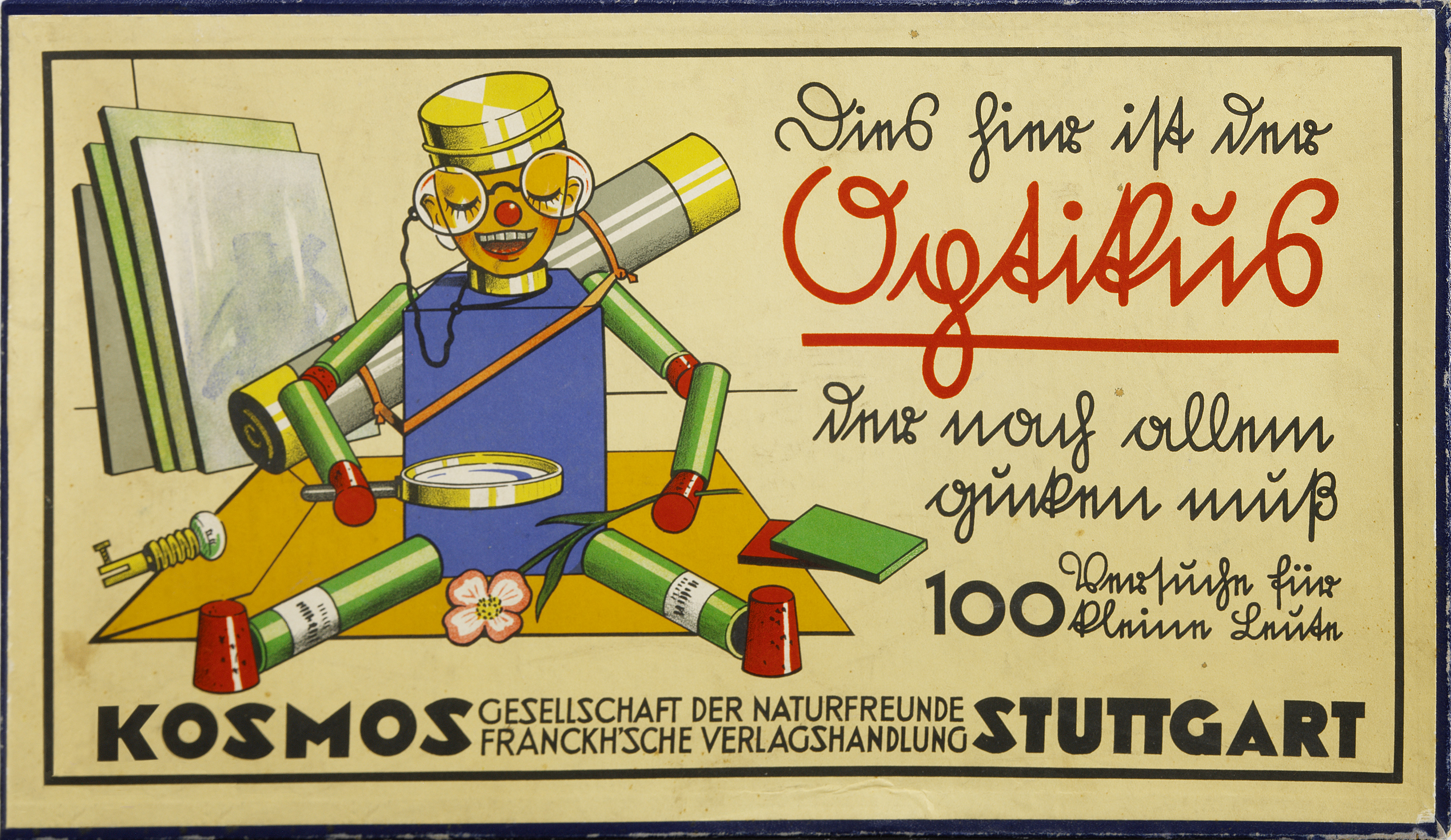
Kosmos Optikus, 1934

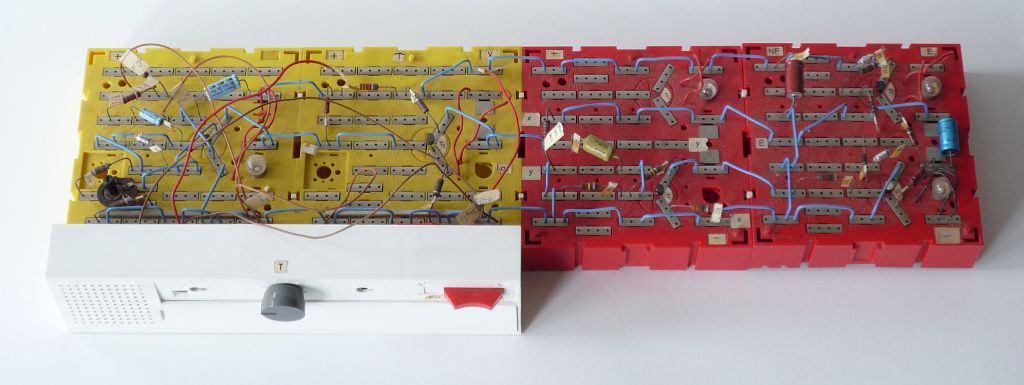
Kosmos Radio + Elektronik, 1974

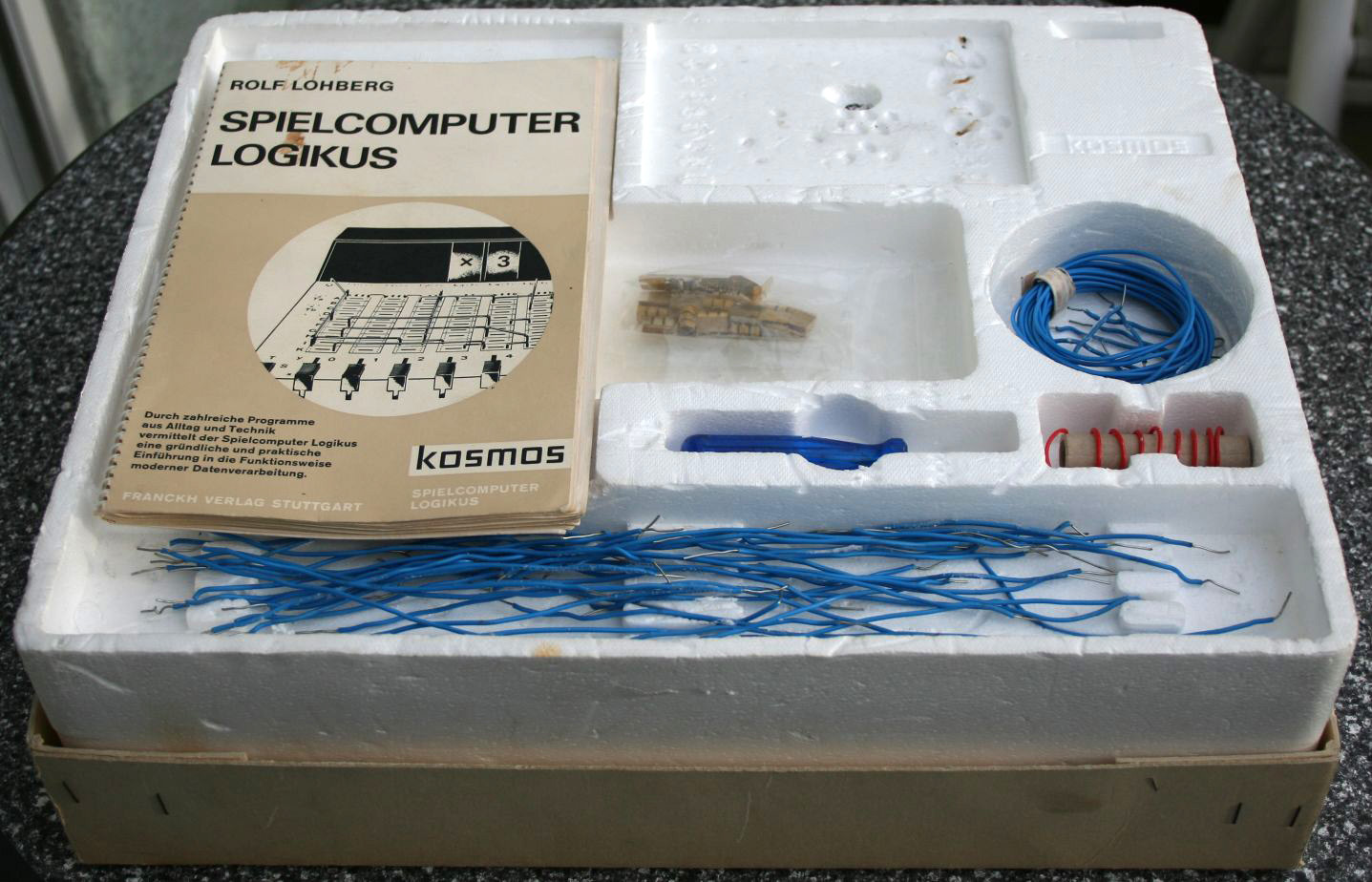
Logikus - Zubehör: Handbuch, Kabel, Ersatzteile

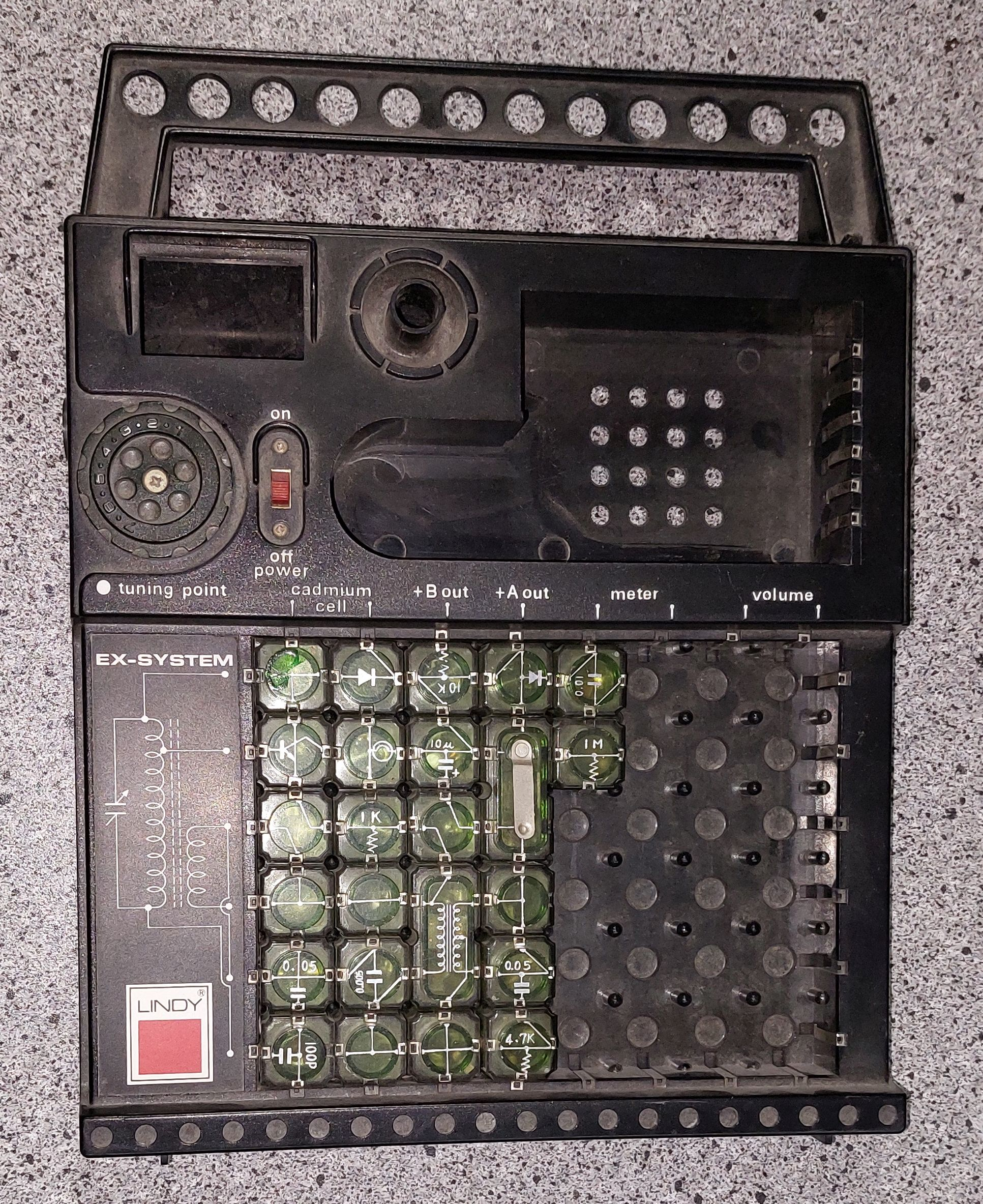
Elektronik-Experimental-System von Lindy (um 1980)

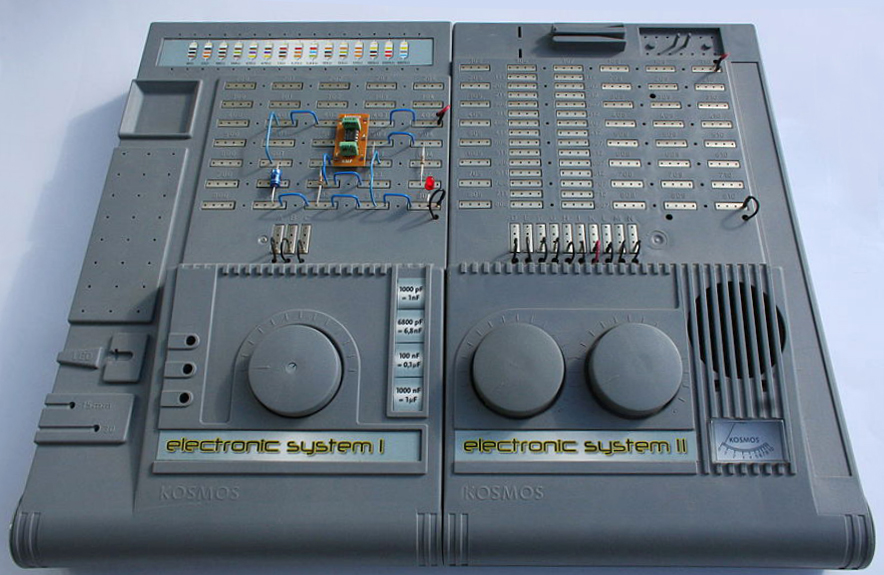
Kosmos Electronic-System Experimentierkasten (ab 1992)

Ein Experimentierkasten ist eine Sammlung von Lehrmaterial zum Selbststudium, beschränkt auf ein Themengebiet, typischerweise gepackt in einen Kasten oder Pappkarton. Das Lehrmaterial eines Experimentierkastens bildet eine Auswahl von Materialien (z. B. Chemikalien, optische oder elektronische Bauteile), wozu eine Anleitung zum Eigenversuch (Experiment) bzw. zum Bau von Apparaten anregt.

## Allgemeines
Experimentierkästen wollen ihren Benutzern zumeist naturwissenschaftliche oder ingenieurwissenschaftliche Kenntnisse vermitteln. Die klassischen Experimentierkästen bieten eine Einführung in die Teildisziplinen Chemie, Mechanik, Optik, Elektrotechnik oder Elektronik. Die Zielgruppe solcher Lehrmittel sind zumeist Kinder und Jugendliche von 6 bis 18 Jahren. Experimentierkästen sind in der Regel nach Altersgruppen und entsprechenden Schwierigkeitsgraden abgestuft. Sie werden von ihren Herstellern als pädagogisch wertvolles Spielzeug beworben, das den Anwendern einen vertieften Einblick in die jeweilige Disziplin verspricht.
Diesem Kriterium werden manche Lehrmittel allerdings nur teilweise gerecht, weil sie die behandelten Themen lediglich spielerisch ansprechen und keine transferfähigen Fertigkeiten trainieren. Seriöse Experimentierkästen dagegen führen ernsthaft in ihre wissenschaftliche Disziplin ein, indem sie von der Beobachtung einzelner Erscheinungen zur Erkenntnis allgemeiner Gesetzmäßigkeiten anleiten.
Kästen für Elektronik enthalten meist handelsübliche Bauteile, die auf einem herstellerspezifischen Verbindungssystem oder auf einer Steckplatine untereinander verbunden werden. Die Bereitstellung aller erforderlichen Bauelemente, die optisch gefällige Montage und die schriftliche Erklärung aller beschriebenen Experimente heben den Experimentierkasten gegenüber dem Einzelkauf von Einzelteilen und der Sekundärliteratur ab.

## Geschichte
Einige der ersten Experimentierkästen in Deutschland wurden, in der zweiten Hälfte des 19. Jahrhunderts, von den Firmen Ernst Plank und Meiser&Mertig herausgegeben. In den 1920er-Jahren, wurden die Bausätze der Lehrmittelabteilung der Franckh’sche Verlagsbuchhandlung W. Keller & Co. (heute Kosmos) mit ihrer Gesellschaft für Naturfreunde herausgegeben. 1922 kam der Experimentierkasten Elektrotechnik auf den Markt. Im Jahre 1927 begann die Entwicklung des Trix-Metallbaukastens unter Federführung des Nürnberger Spielwarenherstellers Andreas Förtner & Jürgen Haffner GmbH. 1934 erschien der Radiomann von Wilhelm Fröhlich. Weitere Themen folgten, wie der Optikus zum Bau einer Kamera und Bausätze für Fernrohre. Es entstand eine ganze Reihe von Experimentierkästen, teilweise auch von Elektronikherstellern wie Philips. Mit diesen sind Generationen von Jugendlichen an natur- und ingenieurwissenschaftliche Themen herangeführt worden.
Experimentierkästen waren und sind im Laufe der Zeit Moden und Trends unterworfen, ebenso dem technischen Fortschritt und Änderungen der Gesetzgebung (Produkthaftung). So war in den 50er Jahren in den USA mit dem Gilbert U-238 Atomic Energy Laboratory sogar ein nach heutigem Wissen gefährlicher Experimentierkasten für Radioaktivität auf dem Markt. So wurden/werden Chemie-Experimentierkästen nicht mit allen Stoffen ausgeliefert oder für gefährlich gehaltene Experimente verschwanden. Als Beispiel für technischen Fortschritt sei der Einzug der Digitaltechnik in die Elektronik-Experimentierkästen genannt. Neuere Sets behandeln bspw. Themen wie Programmierung oder künstliche Intelligenz und setzen vermehrt auf die Verwendung von Apps. Eine vorübergehende Erscheinung waren Umweltschutz-Experimentierkästen, denen nur eine kurze Popularität beschieden war. Ein Trend seit den 2000er Jahren sind inhaltlich sehr reduzierte Ausgaben (teilweise als Extrakt aus einem umfangreicheren Paket), die oft nur wenige Versuche zu einem speziellen Themengebiet umfassen und aufgrund ihres relativ niedrigen Preises für neugierige Einsteiger oder als Mitbringsel gedacht sind.
Ursprünglich war ein Experimentierkasten getreu dem Namen ein Holzkasten mit Schiebedeckel. Später wurden daraus Karton- und Kunststoffverpackungen.

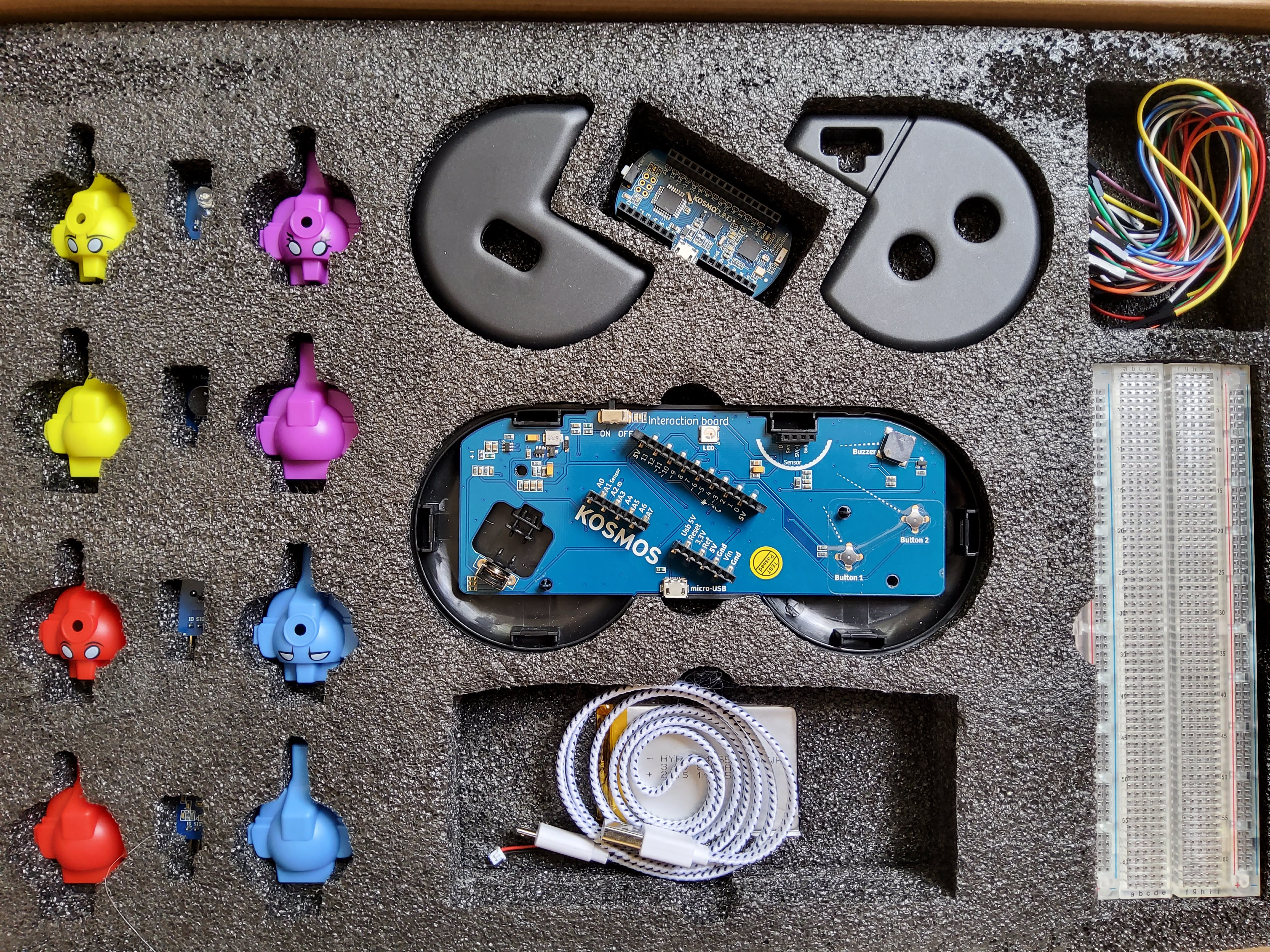
KosmoBits Programmier-Set von 2016

## Qualität
Der didaktische Wert eines Experimentierkastens ergibt sich aus dessen Zusammenstellung, die möglichst viele und auch eigene Experimente ermöglichen soll sowie aus der Qualität und Umfang der Anleitung, welche die Experimente und den wissenschaftlichen Hintergrund verständlich beschreiben soll. Der elektronikinteressierte Anfänger erhält mit einem guten Experimentierkasten die Möglichkeit, bereits erprobte Geräte selbst aufzubauen und sinnvoll zu erweitern.

## Hersteller und Markt
In Deutschland dominiert seit den Anfängen der Franckh-Kosmos-Verlag unter dem Namen KOSMOS den Markt. Die Anzahl der Experimentierkästen-Hersteller hat seit den 1990er Jahren stark abgenommen. So sind zum Beispiel die bekannten Kästen von Philips und Schuco vom Markt verschwunden. Gelegentlich treten kurzzeitig asiatische Hersteller mit einzelnen Kästen ohne Produktlinie (keine Erweiterungen erhältlich) und ohne Ersatzteilservice auf, Qualität und pädagogische Eignung ist hier zu überprüfen. Seit den 2010er Jahren konnte sich der italienische Hersteller Clementoni mit der Galileo-Lizenz am deutschen Markt etablieren.
Historische Experimentierkästen sind zu einem eigenständigen Sammelgebiet geworden, vollständige Kästen sind begehrt. Dazu gehören auch das 1966 erstmals vorgestellte Elektronik-Experimentiersystem Braun Lectron oder das vergleichbare Simulog.